# Opacimetro

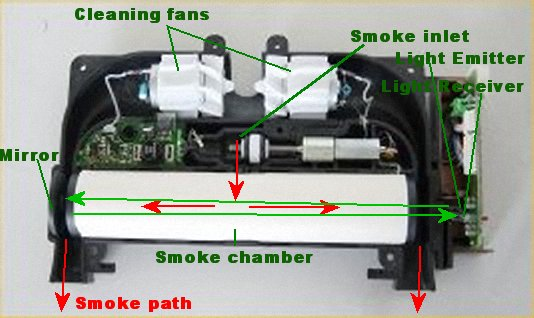
Vista interna di un opacimetro.

L'opacimetro è uno strumento di misura della opacità dei fumi, generalmente utilizzato in campo automobilistico per la determinazione del livello di inquinamento del motore Diesel e della loro messa a punto. È importante notare che l'opacimetro fornisce una misura del livello di fumosità del motore, ma non un'analisi degli inquinanti prodotti, come invece avviene nel caso dell'analizzatore gas, impiegato per i motori a ciclo Otto.

## Funzionamento
Il principio di funzionamento su cui si basa un opacimetro, consiste nell'attenuazione dell'intensità di un fascio luminoso, causato dall'assorbimento ottico da parte delle particelle solide (particolato) e gassose presenti nel fumo e dall'effetto di irraggiamento.
Una sorgente luminosa, costituita da una lampada o un LED, e una lente focalizzante producono un fascio luminoso collimato che attraversa il centro della colonna di fumo, dove una parte della luce è assorbita o irradiata, attenuando così l'intensità luminosa che raggiunge il ricevitore, formato da una lente focalizzante e da una fotocellula o fotodiodo.
La differenza tra il segnale elettrico prodotto dal ricevitore in assenza di fumo (fase di azzeramento) ed il segnale prodotto durante l'immissione del fumo nella camera di misura, dà una misura dell'intensità luminosa assorbita dalla colonna di fumo e permette, quindi, il calcolo della sua opacità.
L'opacità si misura convenzionalmente in percentuale (della attenuazione luminosa), ma tale valore è funzione del percorso ottico del fascio luminoso. Per svincolarsi dal percorso ottico, si utilizza l'unità di misura k. Alcune definizioni fisiche che introducono il concetto di k:
Trasmittanza (Simbolo: {\displaystyle \tau }) – La frazione di luce trasmessa da una sorgente, attraverso un percorso oscurato dai fumi, che raggiunge l'osservatore o il ricevitore dello strumento 
{\displaystyle \tau ={I \over I_{0}}*100\%}
dove: {\displaystyle I} è l'intensità luminosa che raggiunge il ricevitore quando la zona di misura è oscurata dai fumi, {\displaystyle I_{0}} è l'intensità luminosa che raggiunge il ricevitore quando la zona di misura è riempita di aria pulita.
Opacità percentuale (Simbolo: N) - La frazione di luce trasmessa da una sorgente, attraverso un percorso oscurato dai fumi, che non può raggiungere l'osservatore o il ricevitore dello strumento
{\displaystyle N=(100-\tau )\%}
Lunghezza effettiva del percorso ottico (Simbolo: {\displaystyle L_{a}}) – La lunghezza (in metri) del fascio luminoso, dall'emettitore al ricevitore, che viene intersecato dal flusso dei gas di scarico, corretta degli effetti di non uniformità dovuti ai gradienti di densità e agli effetti dello strato limite. 
Coefficiente di assorbimento della luce (Simbolo: k) - Così definito dalla legge di Lambert-Beer:
{\displaystyle k={-1 \over L_{a}}\ln {(1-{N \over 100})}={-1 \over L_{a}}\ln {\tau  \over 100}}
L'unità di misura è in {\displaystyle m^{-1}} se {\displaystyle L_{a}} è espresso in metri.